# جايسون كروسبي
جايسون كروسبي هو لاعب اللاكروس كندي، ولد في 25 يونيو 1975 في Bowmanville ‏ في كندا.